# Wolfgang Hug
Wolfgang Hug (* 9. Juli 1931 in Stühlingen; † 19. Mai 2018 in Freiburg-Kappel) war ein deutscher Historiker und Geschichtsdidaktiker. An der Pädagogischen Hochschule Freiburg lehrte er als Dozent und Professor für Geschichte und ihre Didaktik.

## Leben
Nach dem Staatsexamen in Freiburg 1954/55 und Promotion summa cum laude in München 1957 mit einer Dissertation Elemente der Biographie im Hochmittelalter. Untersuchungen zu Darstellungsform und Geschichtsbild der Viten vom Ausgang der Ottonen bis zur Stauferzeit ging Hug in den Lehrerberuf und unterrichtete am Max-Planck-Gymnasium in Lahr, am Droste-Hülshoff- und am Kepler-Gymnasium in Freiburg die Fächer Deutsch, Geschichte, Latein und Gemeinschaftskunde. Seine II. Staatsarbeit über Das geschichtliche Interesse in der Unterstufe des Gymnasiums wurde in der Zeitschrift Geschichte in Wissenschaft und Unterricht gedruckt. 1960 wechselte er für zweieinhalb Jahre an die Deutsche UNESCO-Kommission nach Köln als pädagogischer Referent. Danach bekam er Rufe an die Pädagogische Hochschule Berlin und die neu gegründete Pädagogische Hochschule Freiburg. Dort begann er im Sommersemester 1962 – im Alter von 31 Jahren – die Lehre als Dozent für das Fach Geschichte und ihre Didaktik und lehrte bis 1995.
Bekannt wurde er als Herausgeber und Verfasser des Lehrbuchs Geschichtliche Weltkunde bzw. später Unsere Geschichte im Moritz Diesterweg-Verlag. Auch als badischer Landes- und Freiburger Stadthistoriker machte er sich einen Namen. Am 11. Mai 1996 erhielt er die Verdienstmedaille des Landes Baden-Württemberg. Wolfgang Hug verstarb im Mai 2018 im Alter von 86 Jahren in Freiburg-Kappel.

## Schriften (Auswahl)
- Salz der Erde: eine Erzählung nach dem gleichnamigen Film von H. J. Biberman, Berlin 1974, ISBN 3-88025-303-X.
- Geschichtsunterricht in der Praxis der Sekundarstufe I: Befragungen, Analysen und Perspektiven, Frankfurt/M. 1977, ISBN 3-425-07323-0.
- Das historische Museum im Geschichtsunterricht: eine didaktische Anleitung mit Unterrichtsbeispielen, Freiburg 1978, ISBN 3-87640-150-X.
- Das Freiburger Münster erzählt seine Geschichte, Freiburg 1978, ISBN 3-451-17218-6.
- Bäuerliche Lebenswelt im Schwarzwald: Landwirtschaft und Hausgewerbe in vorindustrieller Zeit, Karlsruhe 1984.
- Die Leute auf dem Wald: Alltagsgeschichte des Schwarzwalds zwischen bäuerlicher Tradition und industrieller Entwicklung, Stuttgart 1987, ISBN 3-8062-0502-7.
- Das Freiburger Münster: Kunst – Geschichte – Glaubenswelt, March-Buchheim 1990, ISBN 3-924870-03-9.
- Das grosse Buch vom Schwarzwald, Stuttgart 2001, ISBN 3-8062-0819-0.
- Geschichte Badens, Stuttgart 1992 (2. erweiterte u. aktualisierte Auflage 2016, ISBN 3-8062-3299-7).
- Marienbildnisse: Madonnen im Breisgau aus neun Jahrhunderten, March 1994, ISBN 3-924870-74-8.
- Die Weihnachtsgeschichte im Freiburger Münster, March-Buchheim 1995, ISBN 3-924870-07-1.
- Badener Land in Farbe, Stuttgart 1996, ISBN 3-8062-1184-1.
- Im Hotzenwald: Kultur- und Naturführer, Freiburg 2001, ISBN 3-89155-266-1.
- Schöne Frauen des Freiburger Münsters. Bildnisse aus acht Jahrhunderten, Freiburg 2004, ISBN 3-451-28311-5.
- Von Badischen und Unsymbadischen: Eine heitere Landeskunde, Stuttgart 2005 (3. Aufl. 2012, ISBN 978-3-8062-2648-5).
- Kleine Geschichte Badens, Stuttgart 2006, ISBN 3-8062-2050-6.
- Wissen, wo Barthel den Most holt: kleine Kulturgeschichte geflügelter Worte, Schwalbach 2009, ISBN 3-941264-05-2.
- Von der Poesie des Glaubens. Ökumenische Liederkunde, Freiburg 2016, ISBN 3-451-37555-9.